# シトクロムb
シトクロムb（cytochrome b, CYB, CYTB）は呼吸鎖複合体IIIのサブユニットで、ヘムb（プロトポルフィリンIX鉄）を含むヘムタンパク質である。

## 機能
真核生物のミトコンドリアや好気性原核生物において、呼吸鎖複合体III（bc1複合体）のサブユニットとなっている。この複合体はキノールを酸化してシトクロムcを還元するとともに、膜を挟んでプロトンを輸送しATP合成に使うプロトン勾配を形成する。

## 構造
おおよそ400アミノ酸残基から成る、8回膜貫通タンパク質である。補欠分子族として2つのヘムb（b562とb566）を結合している。

## 系統解析
真核生物のシトクロムb遺伝子はミトコンドリアDNAにコードされており、その配列の差異を利用して生物間の系統解析を行うことができる。科や属の内部での系統関係を求めるのに有効だと考えられている。

## 医学上の重要性
シトクロムb遺伝子に変異が起きると、運動不耐やより深刻な疾患を引き起こすことがある。
抗マラリア薬アトバコンは複合体IIIを標的としており、マラリア原虫のシトクロムb遺伝子に変異が入ることでアトバコン耐性が獲得される。